# Hitzone 14
TMF Hitzone 14 is een verzamelalbum. Het album, onderdeel van de serie Hitzone, werd in 2001 uitgegeven door de Nederlandse muziekzender TMF. Hitzone 14 belandde op de 1e plaats in de Compilation Top 30 en wist deze positie zes weken te behouden.

## Nummers
| Nr. | Titel                             | Uitvoerend artiest            | Duur |
| --- | --------------------------------- | ----------------------------- | ---- |
| 1.  | It Wasn't Me                      | Shaggy feat. RikRok           | 3:49 |
| 2.  | You                               | Judith                        | 3:53 |
| 3.  | Supreme                           | Robbie Williams               | 4:14 |
| 4.  | Schudden                          | Def Rhymz                     | 3:43 |
| 5.  | Played-A-Live                     | Safri Duo                     | 3:16 |
| 6.  | The Call                          | Backstreet Boys               | 3:22 |
| 7.  | I Know                            | Birgit                        | 3:08 |
| 8.  | The Storm Is Over Now             | R. Kelly                      | 4:30 |
| 9.  | Angel                             | Lionel Richie                 | 3:41 |
| 10. | Komodo                            | Mauro Picotto                 | 3:21 |
| 11. | I Lay My Love On You              | Westlife                      | 3:26 |
| 12. | She Bangs                         | Ricky Martin                  | 4:00 |
| 13. | Touch Me                          | Rui da Silva feat. Cassandra  | 3:26 |
| 14. | Livin' a Lie                      | Milk Inc.                     | 3:21 |
| 15. | Inner Smile                       | Texas                         | 3:46 |
| 16. | Danger                            | Mystikal feat. Nivea          | 3:32 |
| 17. | Around the World (La La La La La) | ATC                           | 3:34 |
| 18. | La Passion                        | Gigi D'Agostino               | 3:33 |
| 19. | Jelle (bonustrack)                | Slimme Schemer feat. Tido     | 5:47 |
| 20. | Hey Baby (bonustrack)             | Cooldown Café feat. DJ Stefan | 3:21 |